# Thomas George Bonney
Pour les articles homonymes, voir Bonney.
Thomas George Bonney (27 juillet 1833-10 décembre 1923) est un géologue britannique.

## Biographie
Bonney naît à Rugeley dans le Staffordshire, fils aîné du révérend Thomas Bonney. Il étudie à Uppingham School puis à St John's College où il est diplômé en 1856, il est ordonné l'année suivante.
De 1856 à 1861 il est professeur de mathématiques à Westminster School. Il fait de la géologie uniquement sur son temps libre principalement dans les régions alpines. En 1868 il est engagé comme directeur d'études à St John's College et donne des lectures en géologie. Il se consacre plus spécialement aux roches ignées et métamorphiques dans les Alpes et en Angleterre (par exemple le Lizard en Cornouailles, à Salcombe et dans la forêt de Charnwood), au Pays de Galles et dans les Highlands.
De 1877 à 1901 il est professeur de géologie à University College, de 1884 à 1866 président de la Geological Society of London qui lui décerne la médaille Wollaston en 1889, secrétaire de la British Association de 1881 à 1885, président de la Mineralogical Society. En 1887 il devient chanoine de Manchester. Bonney est devenu membre de la Royal Society le 6 juin 1878.

## Publications dans le domaine scientifique
- Cambridgeshire Geology -- Géologie du Cambridgeshire, 1875
- The Story of our Planet -- Histoire de notre planète, 1893
- Charles Lyell and Modern Geology -- Charles Lyell et la géologie moderne, 1895
- Ice Work, Past and Present, 1896
- Volcanoes -- Les volcans, 1899

En plus des articles pour le Quarterly Journal of the Geological Society et pour le Geological Magazine, il écrit aussi sur les régions alpines, sur les paysages de l'Angleterre et du pays de Galles ainsi que sur des sujets théologiques.
Il est l'auteur d'une des premières descriptions illustrées des Alpes du Dauphiné (massif des Écrins) :
- Outline Sketches in The High Alps of Dauphiné, 1865

## Source
- (en) « Thomas George Bonney », dans Encyclopædia Britannica [détail de l’édition], 1911 (lire sur Wikisource).